# Мундильфари (спутник)
Мундильфари (др.-сканд. Mundilfäri) — нерегулярный спутник планеты Сатурн с обратным орбитальным обращением.
Назван именем Мундильфари, великана из германо-скандинавской мифологии.
Также обозначается как Сатурн XXV.

## История открытия
Мундильфари был открыт группой учёных под руководством Бретта Глэдмана в серии наблюдений, начиная с 23 сентября 2000 года.
Сообщение об открытии сделано 7 декабря 2000 года.
Спутник получил временное обозначение S/2000 S 9.
С декабря 2000 по апрель 2001 года была произведена дополнительная серия наблюдений.
Собственное название было присвоено 8 августа 2003 года.